# سانتیاگو اچوریا
سانتیاگو اچوریا (انگلیسی: Santiago Echeverría؛ زادهٔ ۲۸ مارس ۱۹۹۰) بازیکن فوتبال اهل آرژانتین است.